# 1941-1945年偉大衛國戰爭勝利四十週年獎章

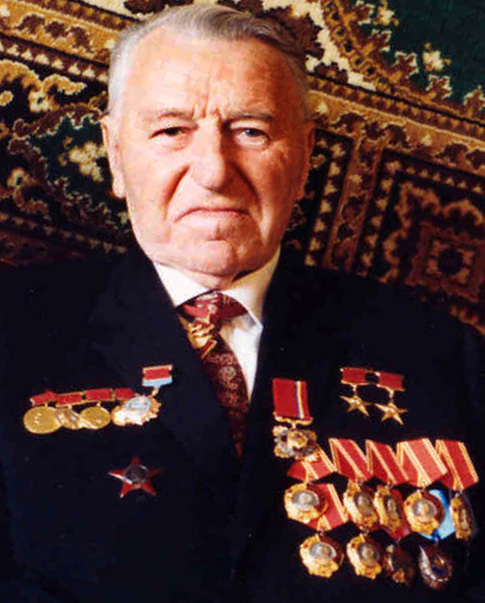
著名工程师谢尔盖·阿法纳西耶夫，1941-1945年偉大衛國戰爭勝利四十週年獎章获得者

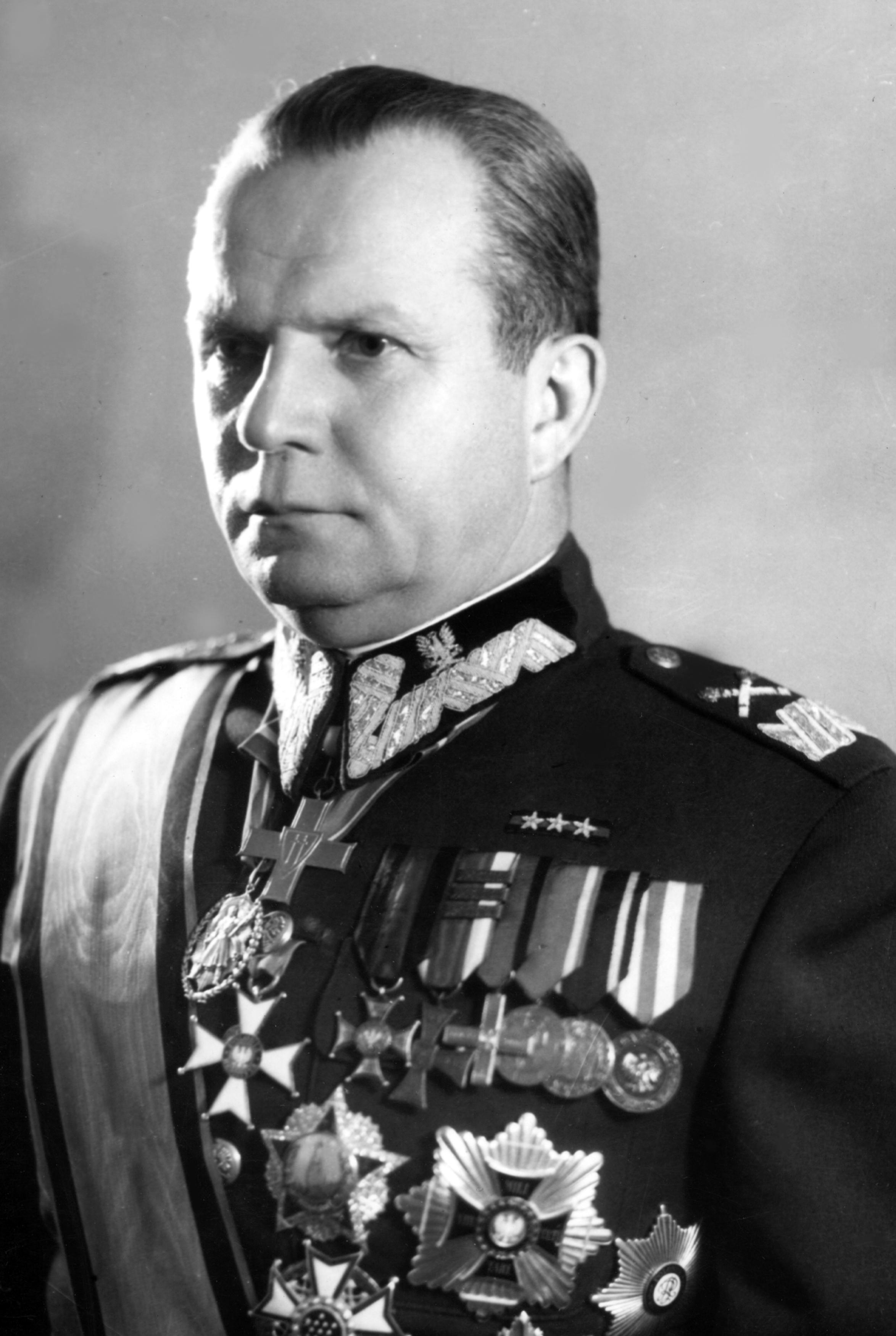
波兰元帅米哈乌·罗拉-日梅尔斯基，1941-1945年偉大衛國戰爭勝利四十週年獎章获得者

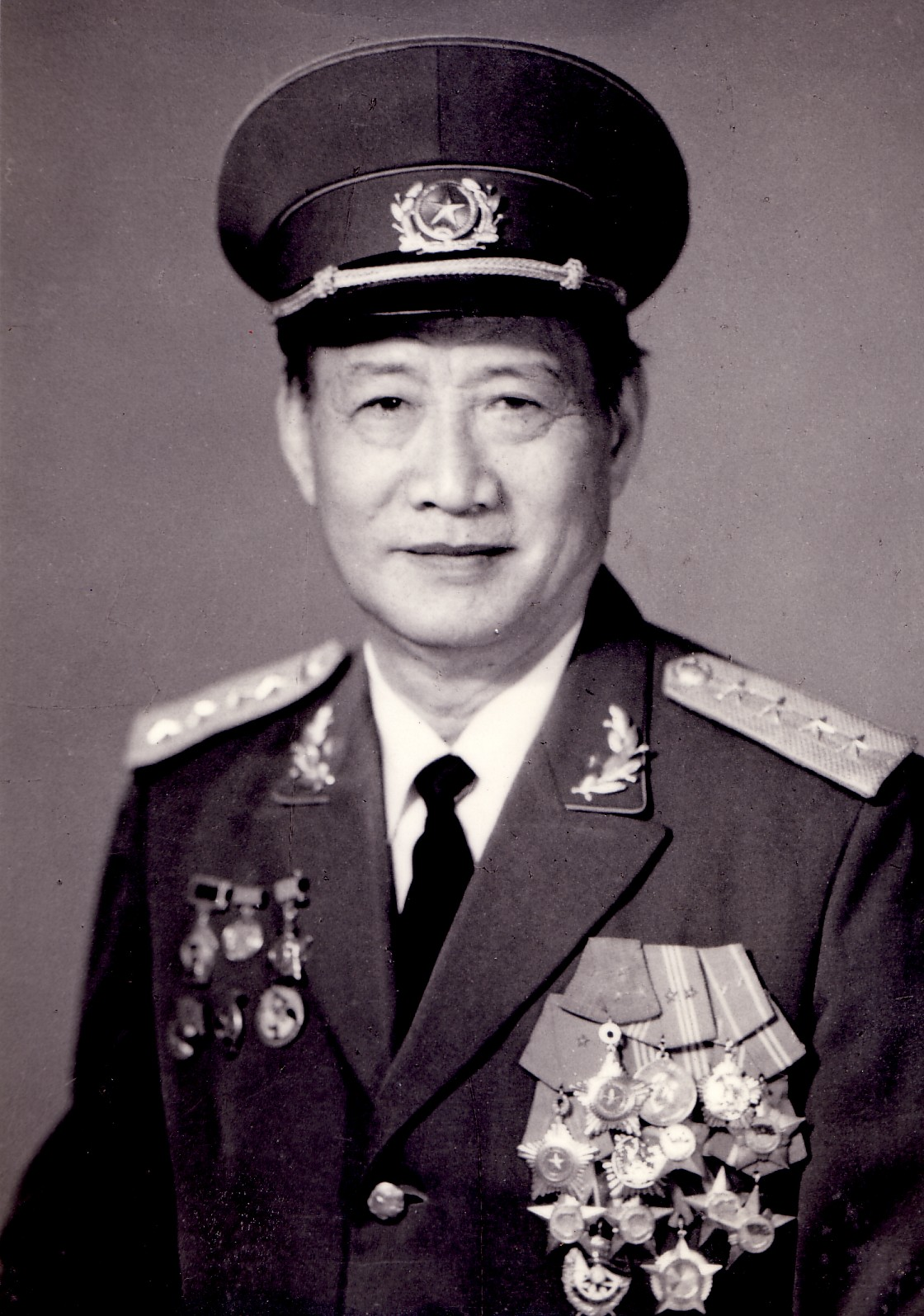
越南将军黄文太，1941-1945年偉大衛國戰爭勝利四十週年獎章获得者

1941-1945年伟大卫国战争胜利四十周年奖章（俄語：Юбилейная медаль «Сорок лет Победы в Великой Отечественной войне 1941–1945 гг.»）是苏联最高苏维埃主席团于1985年4月12日颁布法令设立的国家纪念章，以此纪念苏联军民在第二次世界大战中击败纳粹德国40周年。

## 颁授情况
1941-1945年偉大衛國戰爭勝利四十週年獎章授予参加1941-1945年苏德战争的苏联武装部队的所有军事和文职人员、游击队员、地下工作者，以及任何其他获得过1941-1945年在伟大的卫国战争中战胜德国奖章、战胜日本奖章或1941-1945年伟大卫国战争中忘我劳动奖章，以及诸如保卫列宁格勒奖章, 保卫莫斯科奖章, 保卫敖德萨奖章, 保卫塞瓦斯托波尔奖章, 保卫斯大林格勒奖章, 保卫基辅奖章, 保卫高加索奖章, 保卫苏联北极地区奖章等奖章的人员。
该紀念章由各军事单位、编队指挥官，机构、院校负责人，共和国、领地、地区、区或城镇各级军事委员，联盟和自治共和国最高苏维埃，地区、省、县、区和市苏维埃执行委员会，代表苏联最高苏维埃主席团授予获奖人。
1941-1945年偉大衛國戰爭勝利四十週年獎章佩戴在左胸，当存在其他苏联勋章奖章时，应配戴在1941-1945年伟大的卫国战争勝利三十周年纪念章之后，战胜日本奖章之前。如果佩戴了其它俄罗斯联邦勋章或奖章，则后者具有优先权。

## 奖章制式
奖章是圆形，直径32㎜，由黄铜制成。正面以五角星、月桂树枝和烟花为背景，以纪念苏联人民在伟大卫国战争中的胜利。正面五角星内是克里姆林宫斯巴斯克塔，下方是女工、农民和士兵的雕像。上方是年份1945和1985。奖章背面上方是俄文：УЧАСТНИКУ ВОЙНЫ，意为致战争的参与者。中间是雕刻的铭文：40 лет Победы в Великой Отечественной войне 1941—1945 гг，意为：1941-1945年伟大卫国战争胜利四十周年。底部圣乔治丝带上刻有镰刀铁锤图案。在颁授给外国公民的奖章上则没有背面上方的铭文。奖章的边缘镶有边框，所有铭文和图像都是凸面雕刻。

## 部分获奖者
以下为1941-1945年偉大衛國戰爭勝利四十週年獎章部分获奖者名单：

### 苏联获奖者
- 海军元帅 谢尔盖·格奥尔基耶维奇·戈尔什科夫
- 苏联元帅 谢尔盖·费奥多罗维奇·阿赫罗梅耶夫
- 苏联元帅 谢尔盖·列昂尼多维奇·索科洛夫
- 海军上将雅科夫·古尔耶维奇·波丘派洛
- 火箭科学家 鲍里斯·切尔托克（英语：Boris Chertok）
- 女演员 艾琳娜·比斯特利茨卡娅（英语：Elina Bystritskaya）
- 俄罗斯联邦元帅 国防部长 伊戈爾·謝爾蓋耶夫（英语：Igor Sergeyev）
- 二战飞行员 娜塔莉亚·梅克林（英语：Natalya Meklin）
- 音乐家 巴赫莱姆·曼苏罗夫（英语：Bahram Mansurov）
- 军事艺术家 列夫·可贝尔（英语：Lev Kerbel）
- 二战歼击机飞行员 空军中校 瓦西里·阿弗宁（英语：Vasily Afonin）
- 苏共最后一任总书记 米哈伊尔·谢尔盖耶维奇·戈尔巴乔夫
- 空军主帅 亚历山大·波克利什金（英语：Alexander Pokryshkin）
- 少将 弗拉基米尔·谢尔盖耶维奇·伊留申
- 上尉 瓦西里·弗拉基米尔阿维奇·贝科夫
- 上将 帕威尔·库洛赤金（英语：Pavel Kurochkin）
- 上将 列昂尼德·米哈伊洛维奇·桑达洛夫
- 上校 伊利亚·格里戈里耶维奇·斯塔里诺夫
- 海军上校 伊万·特拉夫钦（英语：Ivan Travkin）
- 中将 加拉克申·阿尔派泽（英语：Galaktion Alpaidze）
- 科学家 尤里·雅帕（英语：Yuri Yappa）

### 外国获奖者
- 波兰统一工人党中央委员会第一书记沃依切赫·雅鲁泽尔斯基 (波兰)
- 波兰元帅米哈乌·罗拉-日梅尔斯基(波兰)
- 参谋长黄文太(越南)
- 爱德华·马库卡·恩克罗索（英语：Edward Makuka Nkoloso） (赞比亚)[2]
- 军士长 比尔·斯通（英语：Bill Stone (Royal Navy sailor)） (英国)
- 美国商船队官员 Romuald Paul Holubowicz (美国/英国)
- 美国商船队航海官员 Carl M. Metzger (美国)
- 美国商船队, Herbert Fred Bennett (美国马萨诸塞州波士顿)
- 牧师 Laurie Biggs (澳大利亚)
- 空军军士 Victor Miller (澳大利亚皇家空军)[3]
- 军士长 Bill Boddy